# Leskovec nad Moravicí
Leskovec nad Moravicí (précédemment : Špachov ; en allemand : Spachendorf) est une commune du district de Bruntál, dans la région de Moravie-Silésie, en République tchèque. Sa population s'élevait à 422 habitants en 2021.

## Géographie
Leskovec nad Moravicí se trouve à 8 km au nord-nord-est de Horní Benešov, à 13 km au sud-est de Bruntál, à 51 km à l'ouest-nord-ouest d'Ostrava et à 226 km à l’est de Prague.
La commune est limitée par Horní Benešov au nord, par Staré Heřminovy et Jakartovice à l'est, par Bílčice au sud et au sud-ouest, par Roudno à l'ouest et par Razová au nord-ouest.

## Histoire
La première mention écrite de la localité date de 1224.

## Administration
La commune se compose de deux quartiers :
- Leskovec nad Moravicí
- Slezská Harta

## Transports
Par la route, Leskovec nad Moravicí se trouve à 7 km de Horní Benešov, à 13 km de Bruntál, à 66 km d'Ostrava et à 299 km de Prague.